# オイルランプ

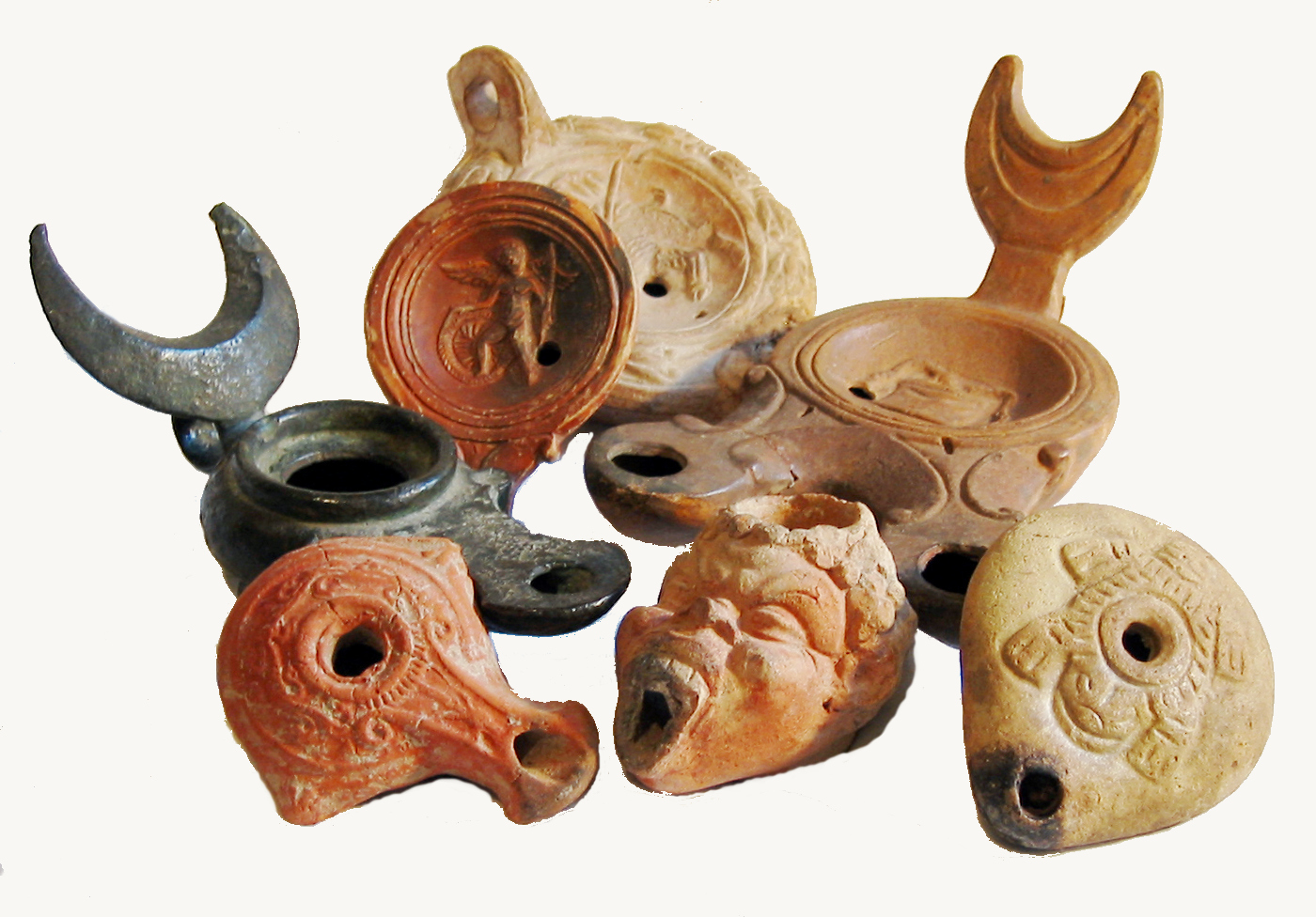
古代のランプ（ ヘレニズムおよびローマ）

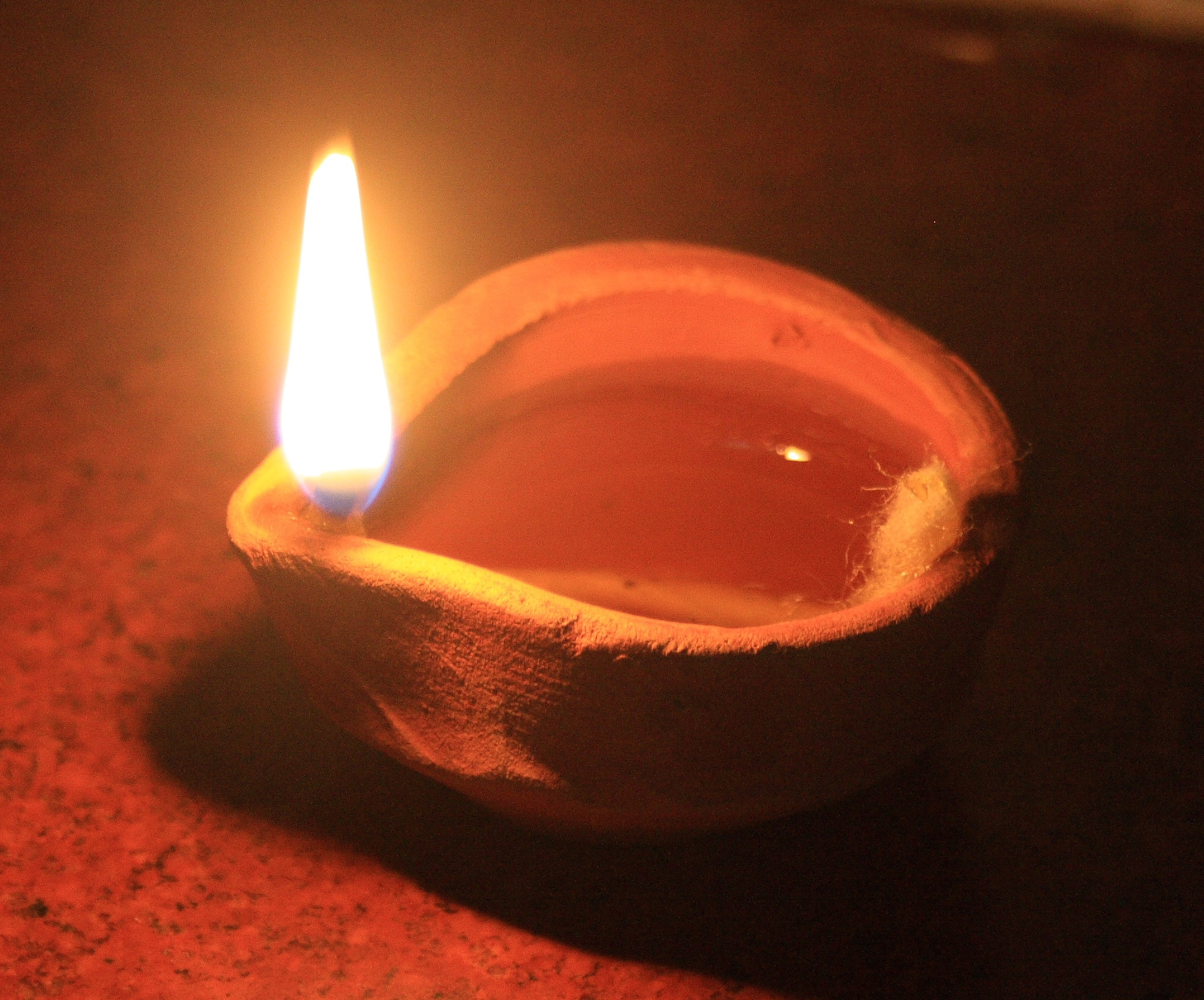
ディーワーリー祭で使われるシンプルなインドの粘土製オイルランプ

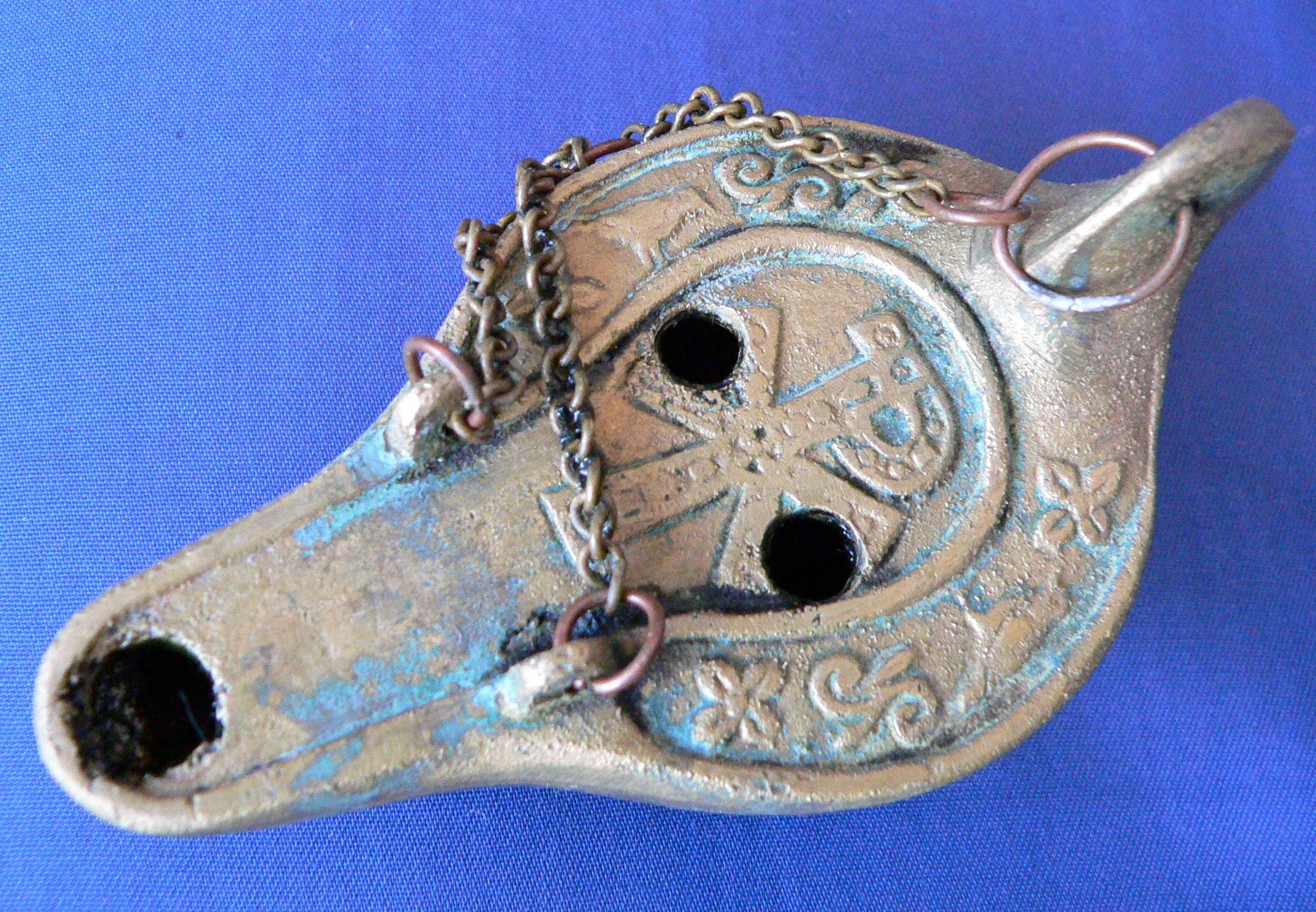
キリスト教のシンボル「カイロー」をあしらったアンティーク調の青銅製オイルランプ（レプリカ）

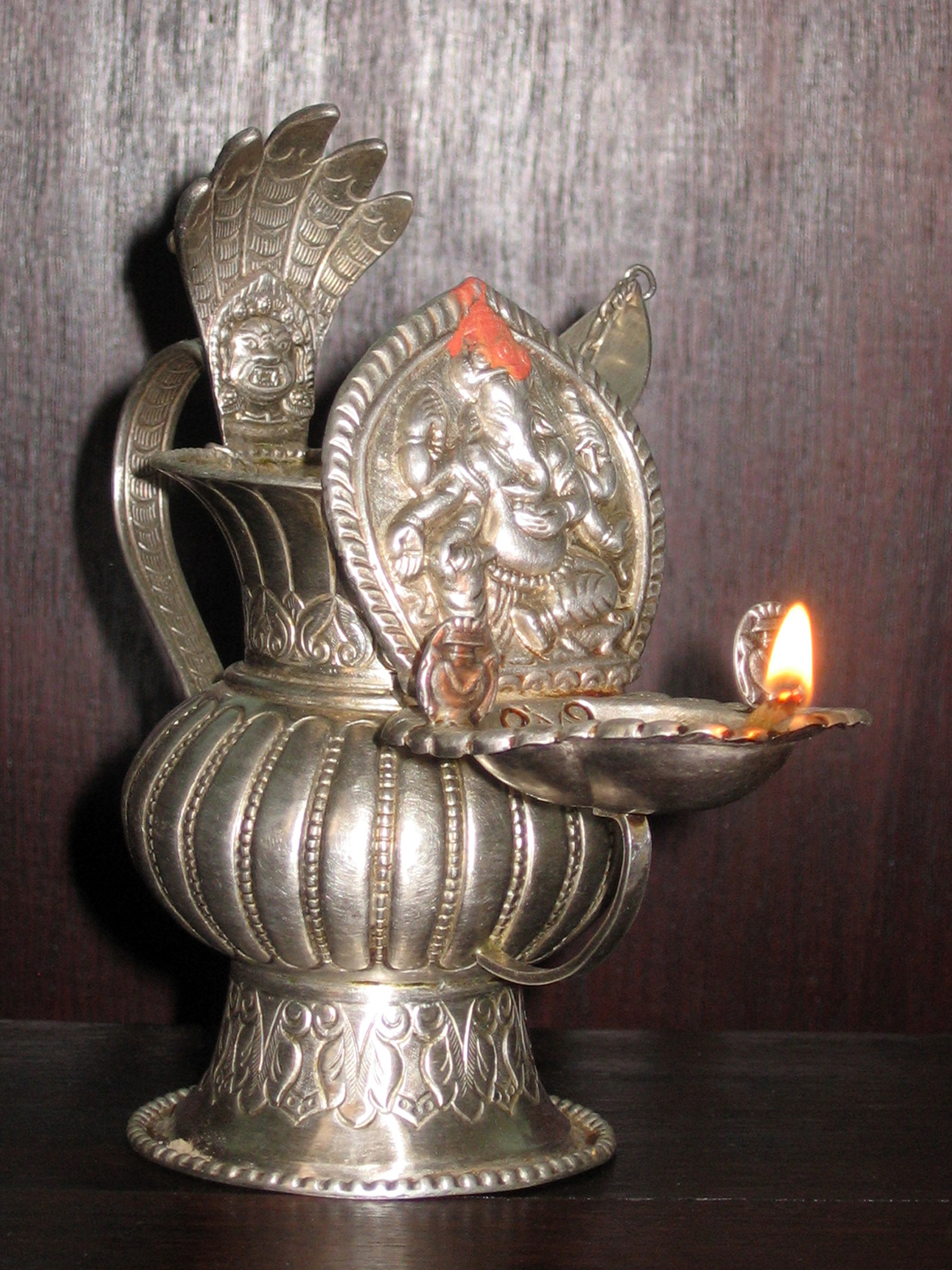
ネパール、カトマンズ盆地のスクンダオイルランプ

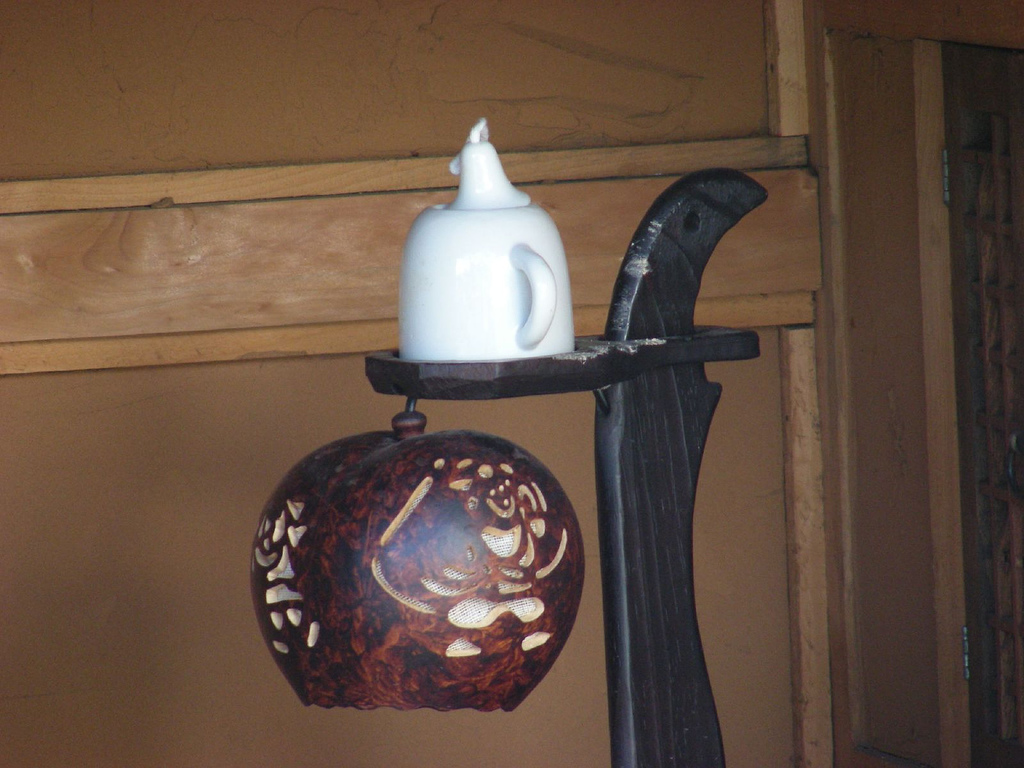
韓国のオイルランプ

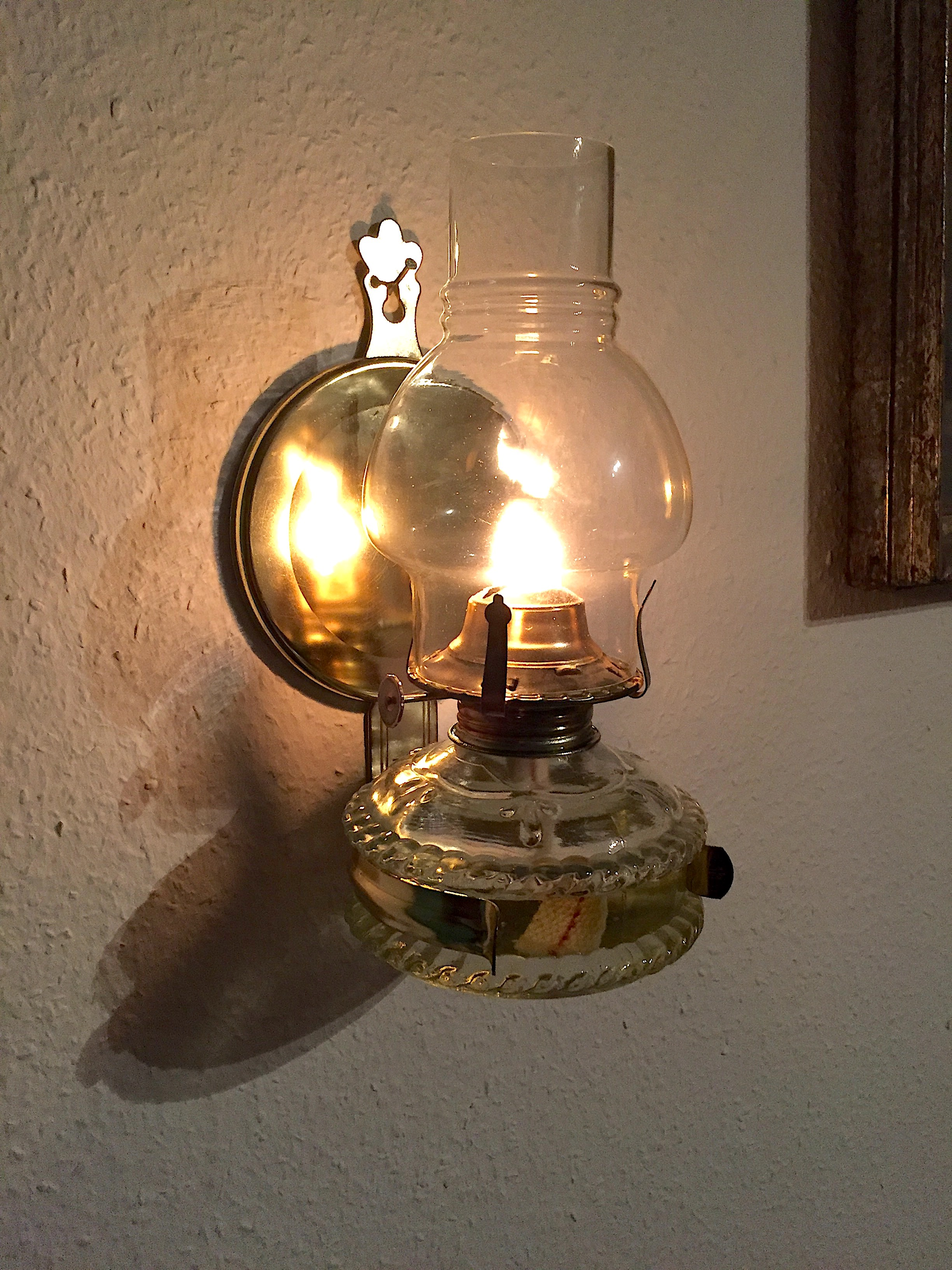
平芯(flat wick)を使っているドイツのモダンなオイルランプ

オイルランプは、油を燃料にして、一定時間連続して光を生成するために使用される物品。オイルランプの使用は数千年前に始まり、今日に至るまで続いているが、現代ではあまり一般的ではない。
オイルランプは照明の一種であり、電灯が実用化される以前、ロウソクにかわって使用されていた。1780年に発明されたアルガンランプは、基本的には古代のままの構造だった他のオイルランプを瞬く間に置き換えた。そして1850年頃から灯油ランプに置き換えられていった。電化による電灯の普及が遅れた小さな町や農村地域では、20世紀に入っても広く使用され続けた。
オイルランプの燃料の原料には、木の実（ クルミ、アーモンド ）や種子（ ゴマ、オリーブ、ヒマ、亜麻 ）などさまざまな植物が含まれる。動物性脂肪（バター、魚油、サメ肝油、鯨油、アザラシ ）も広く使用されていた。
実用品としての現代的なランプ（ランタン）は、電気が使えない環境で使用するもので、ガス原料または石油原料の専用燃料を使っており、普通の油は使っていない。したがって今日のオイルランプは、実用性よりはある種の雰囲気作りのために使用されている。
日本の前近代にそのまま照明として使われた灯明皿や、江戸時代に使われた行灯の中に光源として入れられた火皿なども、原理的にはオイルランプの一種である。

## 部品

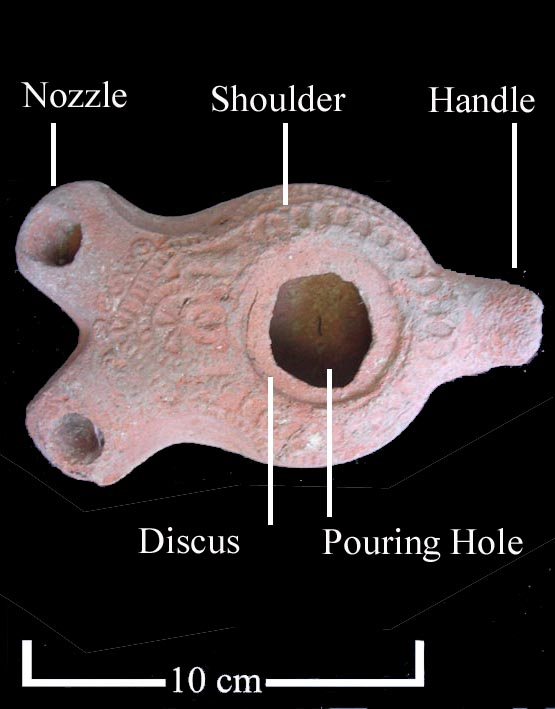
サマリアで発見された二口のテラコッタオイルランプ

以下は、テラコッタランプの主な構成要素である。
張り出し部
注ぎ口
燃料が燃料室内に入る穴。幅は通常0.5–5 cm (0.20–1.97 in)の範囲である。1つまたは複数の穴がある。
芯穴とノズル
ランプ本体に直接つけられた開口部か、または細長いノズルのいずれか。いくつかの特定のタイプのランプでは、ノズルの上部に溝があり、芯から滲み出る油を再収集するために注ぎ穴に沿って走っている。
取っ手
ランプには取っ手が付いているものも付いていない物もある。取っ手の形状はさまざまである。
最も一般的なのは、パルメット（Palmette）が上についている人差し指を通すリング型で、親指で押してランプを安定させる。他の種類の取っ手には三日月形、三角形、または楕円形などもある。取っ手のないランプは通常、細長いノズルを備えており、周辺から斜めに立ち上がる突起（耳）がある場合がある。耳は、親指でつまむ小さな取っ手として機能する場合がある。また、一部のランプの耳には穴が開いている。これはペンや麦わらを刺すために使用されたと推測されており、ラテン語ではacusまたはfestucaと呼ばれていた。これで芯を調整していた。他の人たちは、使ってないランプを金属製のフックにぶら下げておくためにつまみの穴が使用されたと考えている 
本体
燃料室
燃料タンク。典型的なテラコッタランプの平均体積は20 cc (20 mL) 

## ランプの類型
ランプは、材料（ 粘土、銀、青銅、金、石、スリップ ）、形状、構造、デザイン、およびイメージ（たとえば、象徴的、宗教的、神話的、エロティック、戦闘、狩猟）を含むさまざまな基準に基づいて分類できる。

## 宗教とオイルランプ

### ユダヤ教

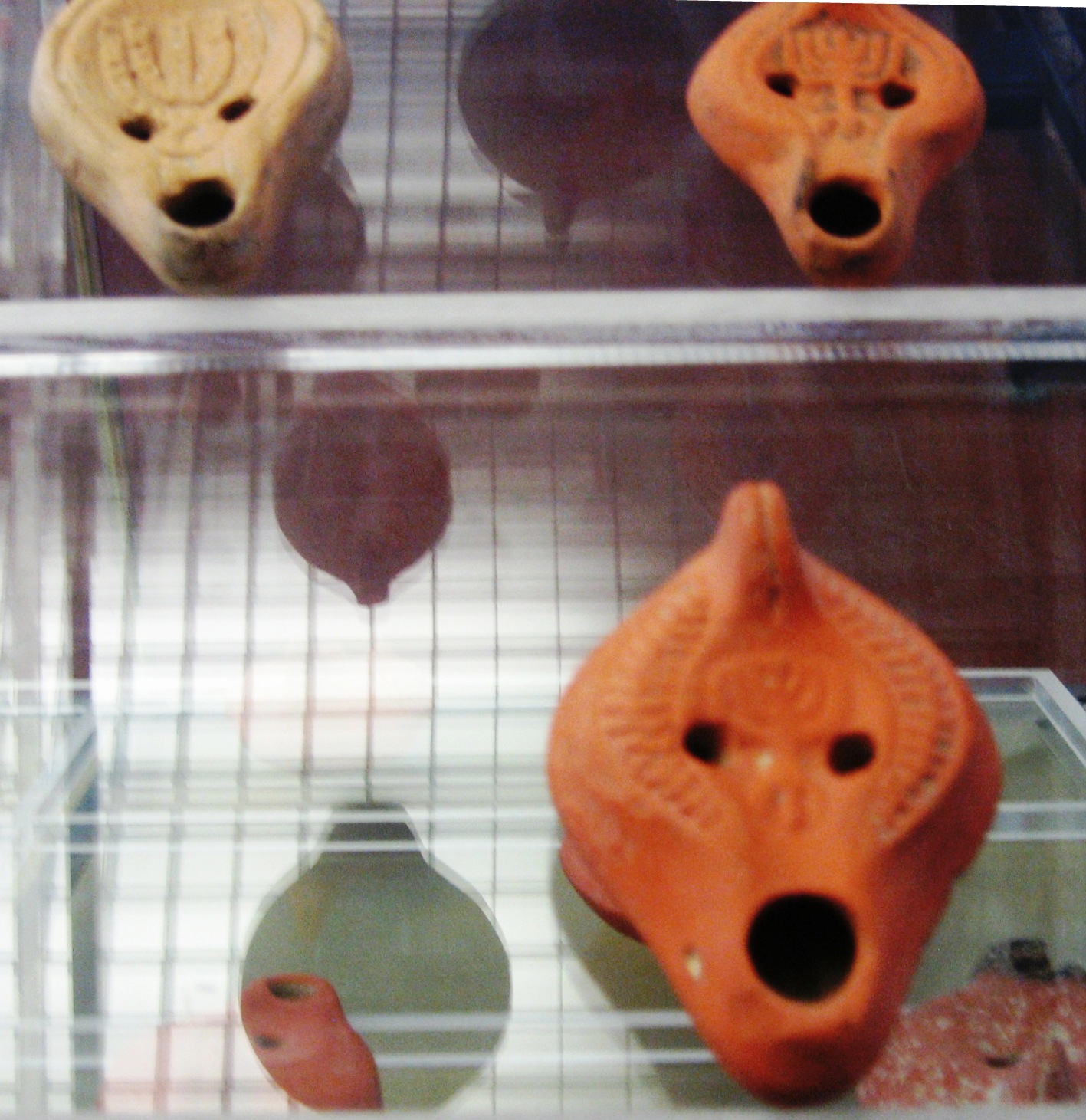
サッサリ、サンナ美術館のサルデーニャからのユダヤ人テラコッタオイルランプ

ランプは、トーラーやその他のユダヤ教の文献で、正義、知恵、愛やその他の肯定的な価値観への道を「照らす」ことの象徴として現れている。火はしばしば破壊的であると説明されたが、光は肯定的な精神的な意味を与えられた。オイルランプとその光は重要な家庭用品であり、これはそれらの象徴性に由来するかもしれない。
オイルランプは多くの儀式に使用されてきた。オイルランプとその光は、ユダヤ文化と宗教のさらなる発展とともに重要な儀式に欠かせない物となった。マカバイ記に記述されている、第二神殿の儀式用の七枝のオイルランプ（メノーラー）の奇跡の物語は、現在、「光の祭り」と呼ばれるハヌカーの中心となっている。

### キリスト教

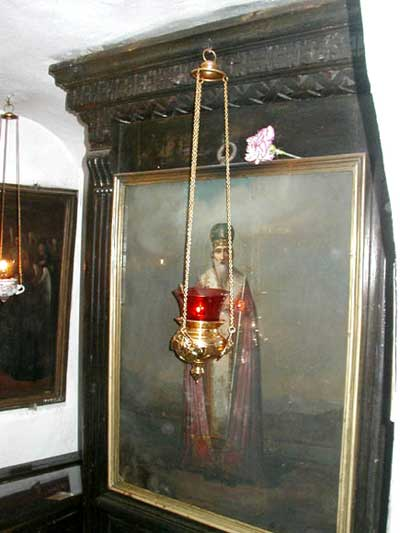
スモレンクスの聖メルクリウスのイコンの前で灯されているオイルランプ。ウクライナ、キエフ・ペチェールシク大修道院。

新約聖書にはいくつかのオイルランプへの言及がある。正教会、および多くの東方典礼カトリック教会では（ ギリシア語: kandili、教会スラヴ語: lampada ）今でも宝座 （祭壇）の上に据えたり、イコノスタシスのイコンや神殿（教会の建物）の周囲を照らすためにオイルランプを使う。正教会の信者、家のイコン棚を照らすためにもオイルランプを使用する。伝統的に、正教会の聖域ランプはオイルランプである。教会が聖別されるとき、それは司教によって灯される。そして、理想的には、その後永久に燃えされるべきとされる。これらすべてのランプで使われるオイルは伝統的にオリーブオイルである。オイルランプはまた、新約聖書全体を通じて十人の処女たちのたとえを含め、象徴として参照されている。

### ヒンドゥー教

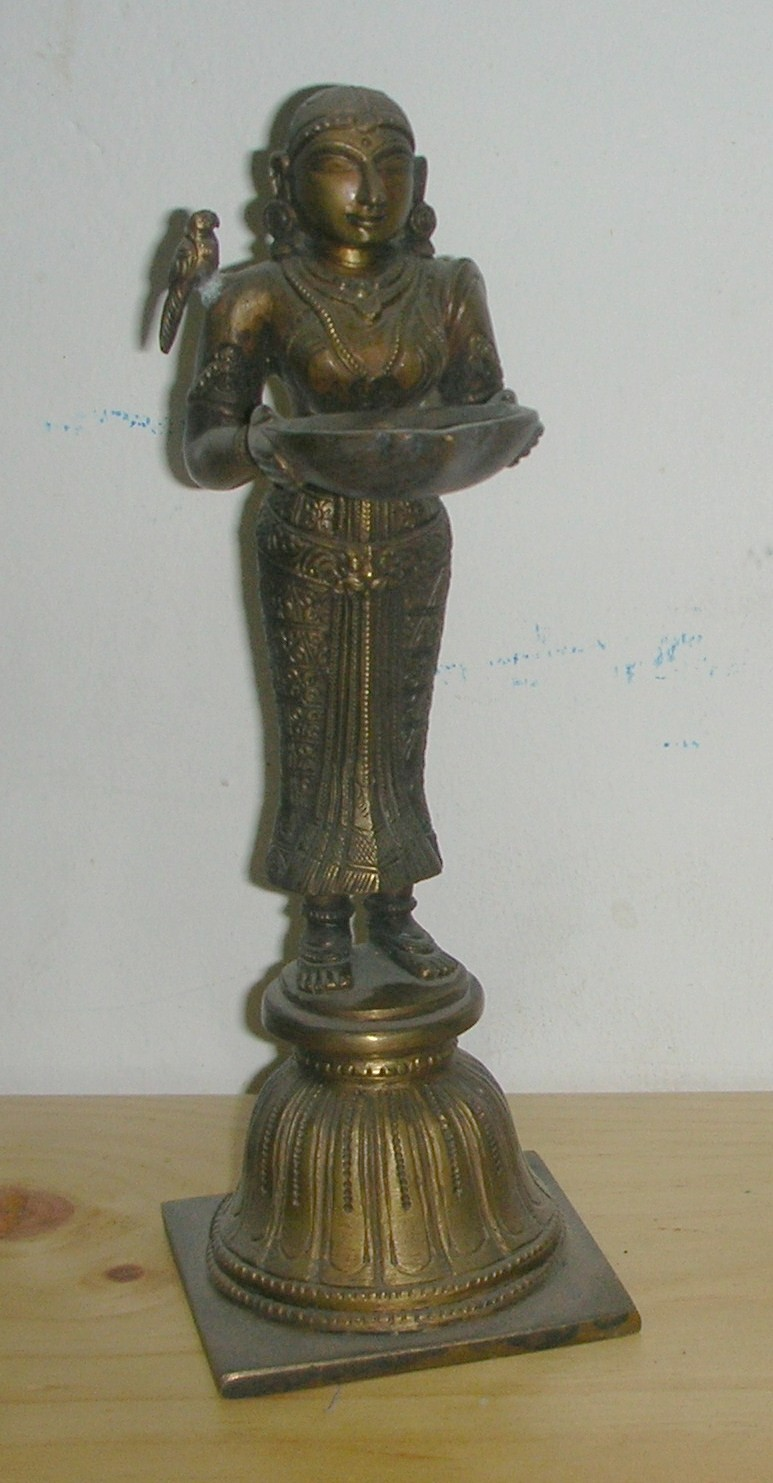
Paavai vilakku ： タミルナードゥ州の擬人化真鍮製オイルランプ

オイルランプはヒンドゥー寺院や本殿でよく使用されている。一般に、寺院で使用されるランプは円形で、5芯にしつらえられる。金属で作られ、鎖で吊り下げられるか、台座にねじ止めされる。通常、各堂には少なくとも1つのランプがあり、本殿には複数のランプが置かれている場合もある。通常、灯芯1つだけを使って点灯し、5つすべて使うのは祭事のときだけである。オイルランプは、アールティの儀式で使用される。
本殿では、ランプの形式は通常のものと異なり、芯は1つだけである。通常、ランプの背面は形成された金属片があり、そこに、ヒンドゥー教の神々が透かし彫られていた。多くの家では、ランプは終日燃やすが、日没時に点灯する家もある。本殿のランプは、夜に他の灯りをつける前に点灯することになっていた。
手持ちのオイルランプまたは線香（ランプの火で点灯）は、ヒンドゥー教のプージャーの儀式でも使用される。インド北部では、5芯のランプが使用されており、通常は燃料にギーが供給される。特別な場合には、他のさまざまなランプがプージャーに使用される場合がありる。最も精巧な物は何層もの芯を使う。
南インドでは、寺院や伝統的な儀式で一般的な何タイプかのオイルランプがある。小型の物は供物にも使用される。

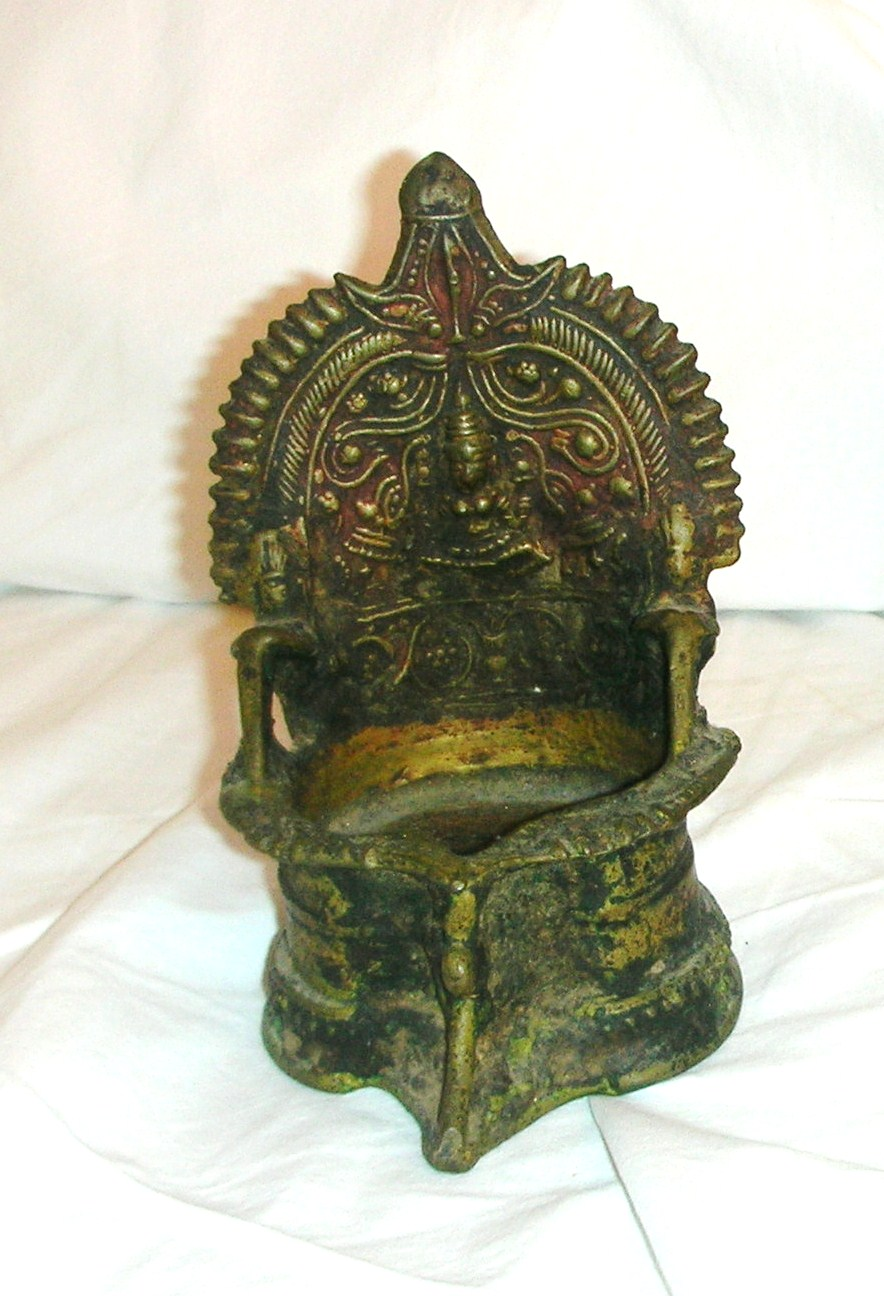
Deepalakshmi クンバコナム（Kumbakonam）のオイルランプ

Deepalakshmi
背面の部品に女神ラクシュミーの姿のある真鍮のランプ。通常は小型で、芯は1つだけ。
ニラビラック
Nilavilakkuは芯が特定の高さに配置されている燭台型の真鍮または青銅のランプ。
Paavai vilakku
手で器を持っている女性の形の真鍮または青銅のランプ。このタイプのランプには、非常に小さいものからほぼ等身大のものまで、さまざまなサイズのものがある。カルナータカ州、タミル・ナードゥ州、ケーララ州のヒンドゥー教の寺社にも、特に柱の付け根や寺院の入り口に隣接して、このランプの大きな石灯籠様の物がある。芯は1つだけである。
Thooku vilakku
鎖で下げられる真鍮または青銅のランプ。多くの場合、芯は複数ある。
Nachiarkoil lamp
Nachiarkoil lampは装飾性の高い真鍮製のディヤランプで、タミル・ナードゥ州のNachiyar KoilにあるPather（Kammalar城）のコミュニティで手作業で独占的に作られている

### 中国の民間信仰

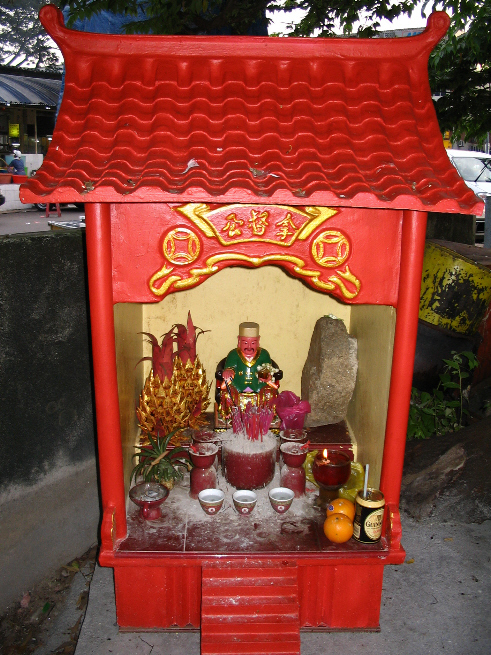
マレーシアのプタリン・ジャヤの伝統的な中国の祭殿とオイルランプ

伝統的な中国の祭殿では、神々の像の前、または漢文で神の名を示す飾り板の前に、オイルランプが灯されていた。このようなランプは通常、透明なガラスで作られ（普通の飲料用のガラス器にも見える）、油で満たされており、下に水が入っていることもある。芯を含むコルクまたはプラスチックのフローターを油の上部に置き、芯の底を油に沈める。
このようなランプは、祭殿で燃え続けており、私人のものも公共のものもある。香や線香をランプから火を取る。

## 歴史

### 北極

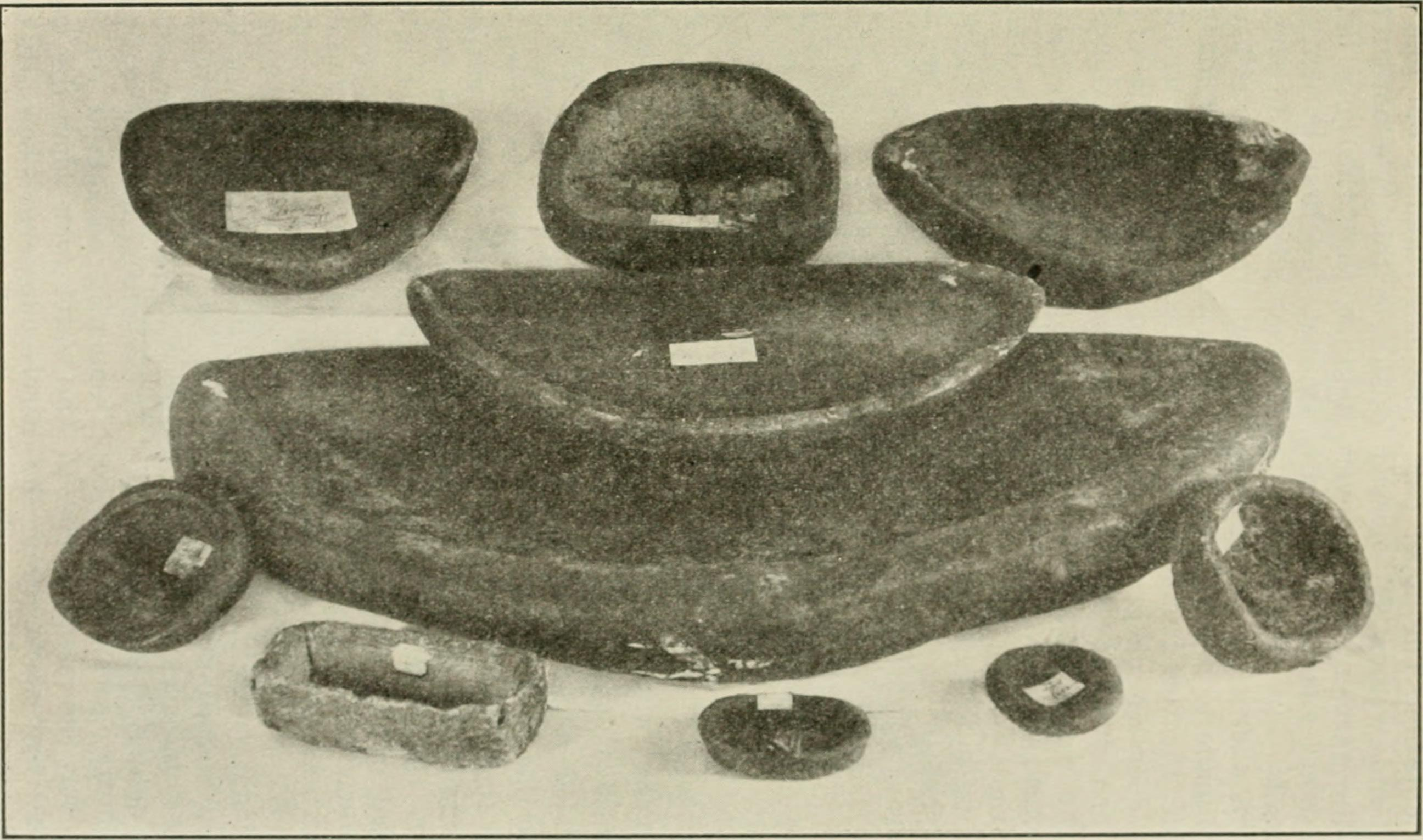
アザラシオイルランプ

アザラシオイルランプ（ Qulliq）は、木材がなく、希薄な人口がほぼすべてアザラシに依存している厳しい北極圏の環境で暖かさと光を提供した。このランプは、イヌイット、ユピク、その他のエスキモーにとって最も重要な家具だった
ランプは石で作られ、ランプのサイズと形状は異なる場合があるが、ほとんどが楕円形または半月形だった。灯心はほとんどが乾燥したコケまたはコットングラスでできていて、ランプの縁に沿って照明されていた。厚切りされたアザラシの脂肪をランプの上で溶かすことで、より多くの脂を供給できる仕組みになっている。

## 宗教上のバリエーション

### インドにおけるオイルランプの重要性

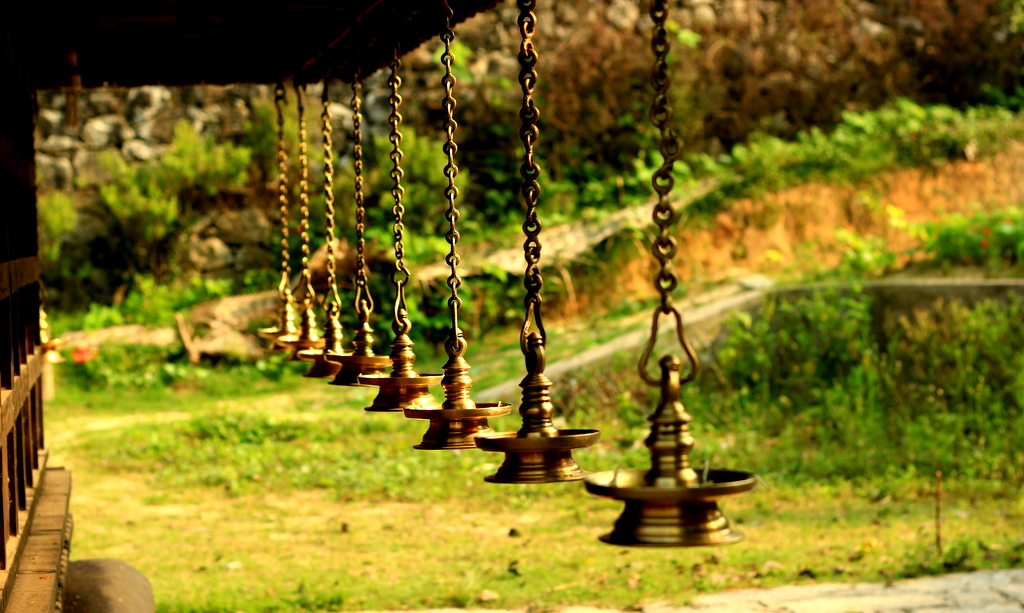
ワヤナード、ケーララ州、インドの寺院のランプ

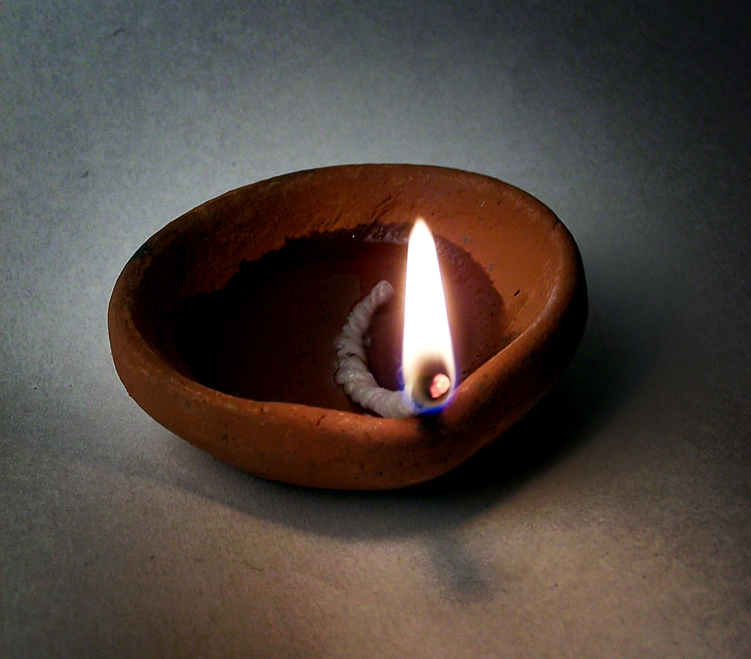
ディーワーリーに使用される素朴な土製オイルランプ

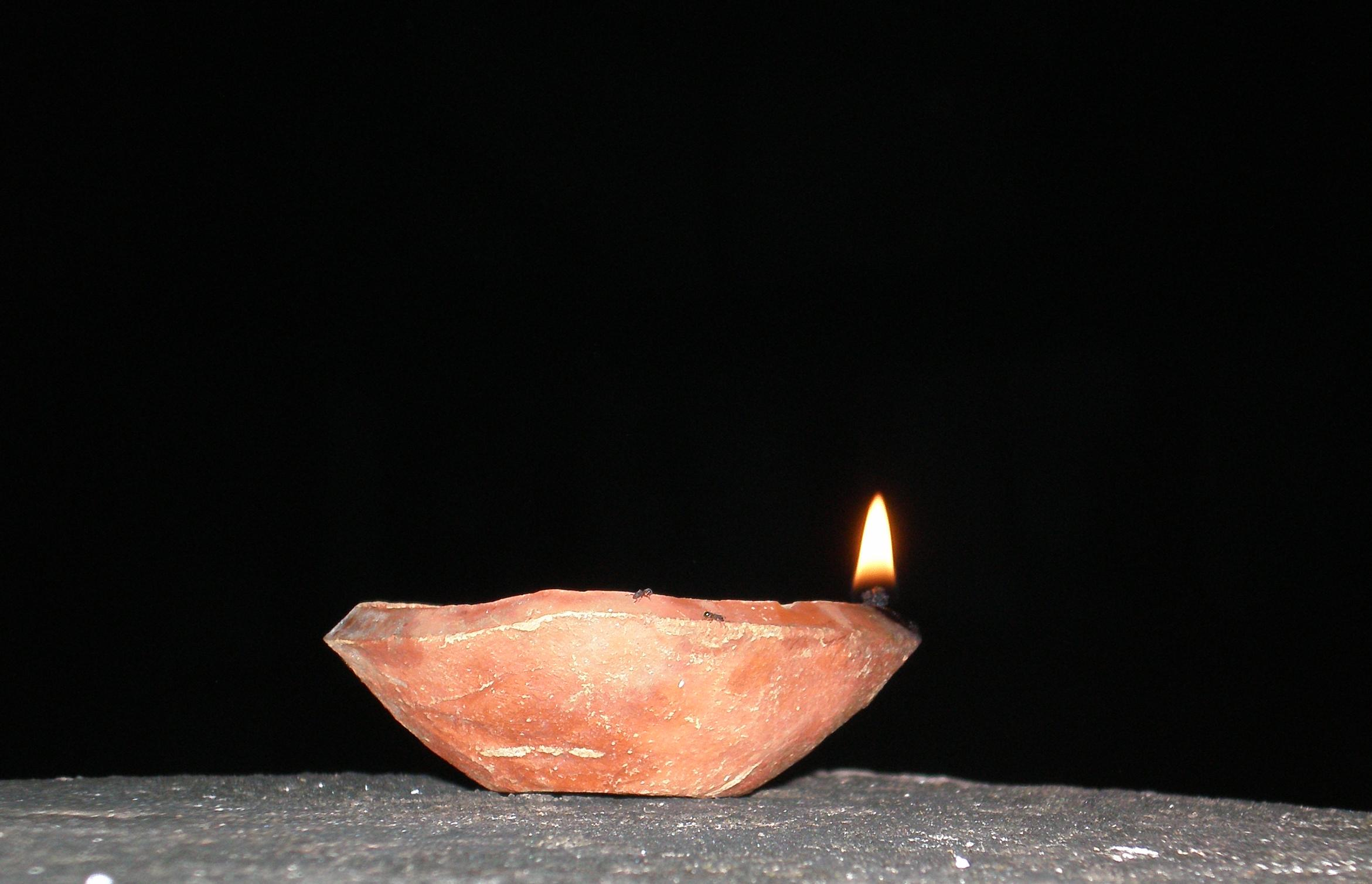
伝統的なインドの陶器のオイルランプまたはディヤ

ヴェーダ時代には、すべての世帯で火が何らかの形で生き続け、新しい場所に移住する際にも運ばれた。その後、家庭や宗教建築物では、火は、オイルランプによって確保された。長年にわたり、さまざまな儀式や習慣がオイルランプの周りに織り込まれていた。
Deep Daan、ランプの贈り物は今でも最高のdaan（'寄付'）である。結婚式の間、その家庭の未婚者は新郎新婦の後ろに立ち、悪を追い払うためのオイルランプを持っていた。オイルランプの存在は、儀式の信仰上の重要な側面であり（ Shodashopachar Puja ）、神に捧げられた。

## 油税
タミルナードゥ州のタンジャーヴールにある大きな寺院が1010年に建てられたとき、寺院に照明を提供するために行き届いた措置がとられた。領地がこの唯一の目的のために寺院に寄贈または専有された。それらの土地からの収入が、照明用の油を提供することだけに使われた。

## 書籍とカタログ

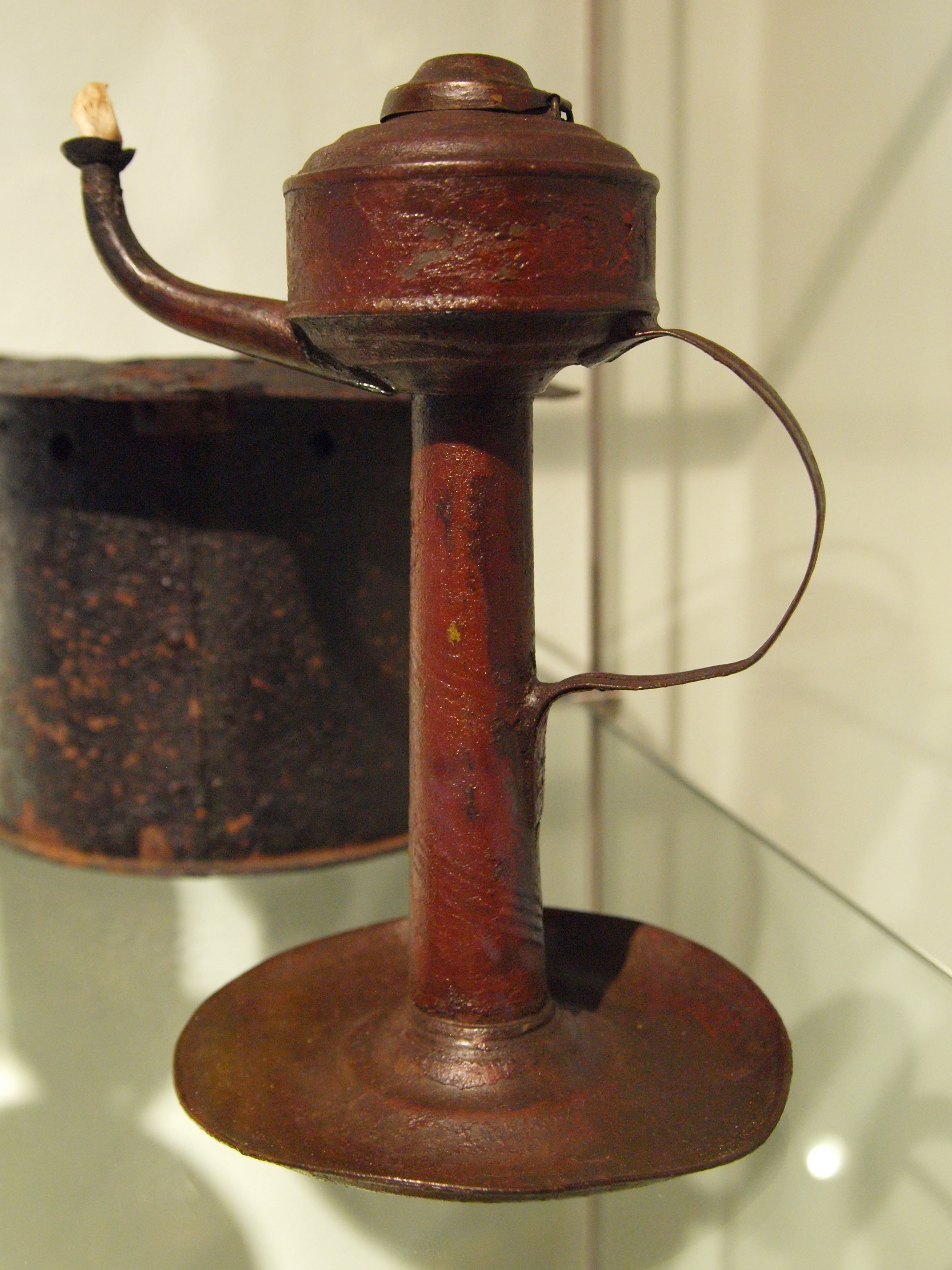
18世紀または19世紀の鯨油ランプ、鉄と綿の芯（Dithmarscher Landesmuseum Meldorf、シュレスヴィヒホルシュタイン州、ドイツ）

### 全般
- Bailey, D. M. (1972). Greek and Roman Pottery Lamps. British Museum. ISBN 0-7141-1237-2 Excellent introductory booklet, well illustrated.
- Bailey, D. M. (1975–1996). A Catalogue of Lamps in the British Museum. British Museum. ISBN 0-7141-2206-8
- Clephan, R. Coltman (1907). On Terra-cotta Lamps. Edinburgh Edwardian illustrated article for the Society of Antiquaries of Scotland, interesting insight into the general knowledge of that time.
- Djuric, Srdjan (1995). The Anawati Collection Catalog I - Ancient Lamps from the Mediterranean. Eika. ISBN 1-896463-02-9 Less academic than the museum catalogues and short on dating but fairly comprehensive (within its specified area, i.e. not Northern Europe) and extensively illustrated.
- Hayes, J. W. (1980). Ancient Lamps in the Royal Ontario Museum - I: Greek and Roman Clay Lamps. ROM. ISBN 0-88854-253-4 Another superb catalogue and excellent reference, perhaps second only to Bailey.
- Lyon-Caen; Hoff (1986) (フランス語). Catalogue des Lampes en terre cuite Grecques et Chretiennes. Louvre. ISBN 2-7118-2014-9 In French, good coverage of earlier and later lamps in the Louvre, well illustrated.
- Mlasowsky, Alexander (1993) (ドイツ語). Die antiken Tonlampen im Kestner-Museum Hannover. Kestner-Museum. ISBN 3-924029-13-X In German, superb catalogue, profusely illustrated and captioned.
- Robins, F. W. (1970). The Story of the Lamp. Kingsmead. ISBN 0-901571-33-4 (Reprint of 1939 edition.) Useful introduction but illustrations are very poor. Several of the items shown have since been exposed as fakes.
- Skinkel-Taupin, Claire (1980) (フランス語). Lampes en Terre Cuite de la Méditerranée Grecque et Romaine. Brussels In French, brief guide to a few lamps in the Brussels Museum.
- Walters, H. B. (1914). Catalogue of the Greek and Roman Lamps in the British Museum. British Museum Superseded by Bailey but still worthwhile and much cheaper for an old copy.
- Wetzel, Henning (1997) (ドイツ語). Antike Tonlampen. Leipzig University. ISBN 3-931922-65-0 In German, small booklet but excellent illustrations in color.

### 西ヨーロッパ
- Chrzanovski, Laurent (2000) (fr, en, it, de). Lumieres Antiques: Les lampes à huile du musée romain de Nyon. Edizioni ET. ISBN 88-86752-15-6 Paperback. In French, with short summaries in English, Italian and German. Excellent general survey of lamps, detailed study and catalogue of the small collection of Roman oil lamps at Nyon.
- Eckardt, Hella (2002). Illuminating Roman Britain. Montagnac: Editions Monique Mergoil. ISBN 2-907303-70-8 Paperback, frustratingly unindexed but a refreshing approach and well worth plowing through.
- Goethert, Karin (1997) (ドイツ語). Römische Lampen und Leuchter. Trier: Auswahlkatalog des Rheinischen Landesmuseums Trier. ISBN 3-923319-38-X In German, emphasis on local lamps found in Trier but excellent coverage of all Roman types of the Rhineland.
- Kirsch, Annette (2002) (ドイツ語). Antike Lampen im Landesmuseum Mainz. Mainz. ISBN 3-8053-2864-8 In German, catalogue of lamps.
- Loeschcke, Siegfried (1919) (ドイツ語). Lampen aus Vindonissa. Zurich In German, long out-of-print classic but a superb reference.

### 中近東
- Adler, Noam (2004). A comprehensive catalog of oil lamps of the Holy Land from the Adler collection. Israel: Old City Press. ISBN 965-555-166-0 Comprehensive coverage of lamps from the Palestine region.
- Rosenthal, Renate; Sivan, Renée (1978). Qedem 8, Monographs of the Institute of Archaeology, Vol. 8: Ancient Lamps in the Schloessinger Collection. The Hebrew University of Jerusalem Standard reference.

### エーゲ海
- Broneer, Oscar (1977). Isthmia Volume III: Terracotta Lamps. American School at Athens Good coverage of local lamps.
- Perlzweig, Judith (1963). Lamps from the Athenian Agora. American School at Athens Excellent booklet, profusely illustrated and a recommended reference, very cheap used copies.

### 北アフリカ
- Fabbricotti, E. (2001) (イタリア語). Catalogo delle lucerne di Tolemaide (Cirenaica), BAR International Series 962. Oxford. ISBN 1-84171-182-9 In Italian, detailed catalogue of locally found lamps.
- Herrman, J. L.; van der Hoek, Annewies (2002). Light from the Age of Augustine. Harvard Paperback, lavishly color-illustrated guide to North African red slipware including many lamps.

## 関連書籍
- Amiran, Ruth (1969). Ancient Pottery of the Holy Land: From Its Beginnings in the Neolithic Period to the End of the Iron Age. Jerusalem: Massada Press. ISBN 0813506344
- Sussman, Varda (1983). “The Samaritan Oil Lamps from Apollonia-Arsuf”. Tel Aviv 10 (1):  71–96. doi:10.1179/tav.1983.1983.1.71.
- Wexler, Lior; Gilboa, Gabi (1996). “Oil Lamps of the Roman Period from Apollonia-Arsuf”. Tel Aviv 23 (1):  115–131. doi:10.1179/tav.1996.1996.1.115.
- Bailey, D. M. (1988). A Catalogue of the Lamps in the British Museum, III: Roman Provincial Lamps. Illustrated by S. Bird, Appendix by M. J. Hughes. London: British Museum Publications. ISBN 071411278X
- Potok, Chaim (1978). Wanderings: Chaim Potok's History of the Jews. Alfred A. Knopf. ISBN 0394501101
- Ran, Nachman (1987). Tracks to the Promised Land; The Land of Israel Ancient Maps, Prints and Travelogues Through the Centuries. Tel Aviv, Israel: Terra Sancta Arts. ISBN 9652600113
- Rattey, B. K. (1964). A Short History of the Hebrews. Oxford University Press[要文献特定詳細情報]
- Roth, C. Encyclopaedia Judaica. Keter Publishing.[要文献特定詳細情報]
- Runes, Dagobert D. (1959). Dictionary of Judaism. Kensington Publishing Corporation. ISBN 080650787X
- Ryan, William; Pitman, Walter (2000). Noah's Flood. Simon and Schuster. ISBN 9780684859200
- Scheindlin, Raymond P. (1996). The Chronicles of the Jewish People. Jonathan David Publishers. ISBN 0824603923
- Stefoff, Rebecca (1997). Finding the Lost Cities. Oxford University Press. ISBN 019509249X
- Sussman, Varda (1982). Ornamented Jewish Oil-lamps: From the Destruction of the Second Temple Through the Bar-Kokhba Revolt. Aris & Phillips. ISBN 0856681644
- Encyclopaedia. Grolier.[要文献特定詳細情報]
- TANAKH: The Holy Scriptures. (1985). ISBN 978-0-8276-0366-0
- Uris, Leon; Uris, Jill (1984). Jerusalem: Song of Songs. Jerusalem: Doubleday and Company. ISBN 0385148631
- von Soden, Wolfram Schley訳 (1994). The Ancient Orient: An Introduction to the Study of the Ancient Near East. William B. Eerdmans Publishing Company. ISBN 0802801420